# Villers-le-Sec (Haute-Saône)
Villers-le-Sec ist eine Gemeinde im französischen Département Haute-Saône in der Region Bourgogne-Franche-Comté.

## Geographie
Villers-le-Sec liegt auf einer Höhe von 279 m über dem Meeresspiegel, etwa fünf Kilometer südöstlich der Stadt Vesoul (Luftlinie). Das Dorf erstreckt sich im zentralen Teil des Departements, auf einem Plateau südöstlich des Beckens von Vesoul, am Westrand der Hochfläche des Bois de Noroy.
Die Fläche des 11,11 km² großen Gemeindegebiets umfasst einen Abschnitt im Bereich des Hügellandes zwischen dem Becken von Vesoul und dem Tal des Ognon. Der Hauptteil des Gebietes wird Plateau von Villers-le-Sec eingenommen, das als Mulde in die umliegenden Höhen eingebettet ist. Sie erstreckt sich in Richtung Nordwest-Südost, weist eine Breite von maximal vier Kilometern auf und liegt durchschnittlich auf 270 m. Hier herrscht landwirtschaftliche Nutzung vor. Flankiert wird die Mulde im Osten von den bewaldeten Höhen des Bois de Noroy (bis 320 m). Nach Südosten erstreckt sich das Gemeindeareal auf die Höhen, welche die Wasserscheide zwischen Durgeon und Ognon markieren. Mit 389 m wird auf dem Montcuchot ganz im Süden die höchste Erhebung von Villers-le-Sec erreicht.
In strukturgeologischer Hinsicht ist das Gebiet um Villers-le-Sec kompliziert aufgebaut. Es wird von zahlreichen in Südwest-Nordost-Richtung verlaufenden Verwerfungen durchzogen. Der Untergrund besteht aus einer Wechsellagerung von kalkigen und sandig-mergeligen Sedimenten der mittleren Jurazeit. Auf dem gesamten Areal gibt es keine oberirdischen Fließgewässer, weil das Niederschlagswasser im verkarsteten Untergrund versickert.
Zu Villers-le-Sec gehören neben dem eigentlichen Ort verschiedene Weiler und Gehöfte:
- Les Belles Baraques (285 m) in der Mulde am Ostrand des Bois de Belle Côte
- Saint-Igny (295 m) am Südfuß des Grand Mont
- Les Marcassins (306 m) am Nordfuß des Montcuchot
- Granges Mercier (300 m) am Nordfuß des Montcuchot

Nachbargemeinden von Villers-le-Sec sind Colombe-lès-Vesoul im Norden, Noroy-le-Bourg im Osten, Dampierre-sur-Linotte und Neurey-lès-la-Demie im Süden sowie Quincey im Westen.

## Geschichte
Im Mittelalter gehörte Villers-le-Sec zur Freigrafschaft Burgund und darin zum Gebiet des Bailliage d’Amont. Die lokale Herrschaft hatten die Herren von Montaigu inne. Zusammen mit der Franche-Comté gelangte das Dorf mit dem Frieden von Nimwegen 1678 definitiv an Frankreich. Zu einer Gebietsveränderung kam es im Jahr 1807, als das vorher selbständige Saint-Igny (1806: 41 Einwohner) nach Villers-le-Sec eingemeindet wurde. Gegen Ende des 19. Jahrhunderts wurde das Dorf mit der Eröffnung der Trambahnlinie von Vesoul nach Montbozon an das französische Eisenbahnnetz angeschlossen. Der Betrieb der Strecke wurde jedoch im 20. Jahrhundert wieder eingestellt. Heute ist Villers-le-Sec Mitglied des 12 Ortschaften umfassenden Gemeindeverbandes Communauté de communes des Grands Bois.

## Sehenswürdigkeiten

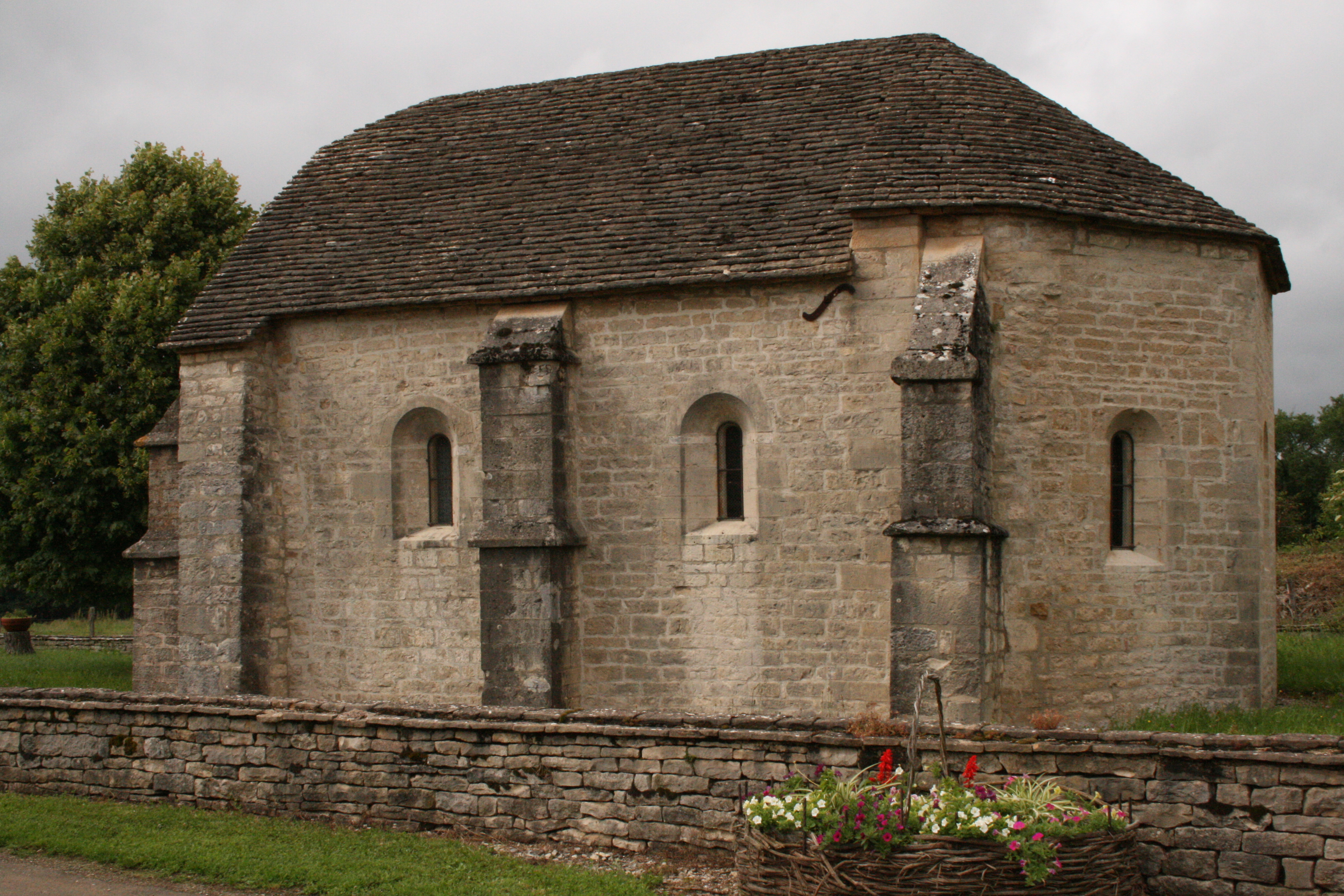
Romanische Kapelle in Saint-Igny

Die Kirche Saint-Denis wurde 1774 neu erbaut und 1835 umgestaltet. Im alten Ortskern befinden sich verschiedene Häuser aus dem 17. und 18. Jahrhundert, die den charakteristischen Stil der Haute-Saône zeigen. In Saint-Igny steht eine einschiffige romanische Kapelle, die auf das 12. und 13. Jahrhundert zurückgeht. Sie ist seit 1979 als Monument historique klassifiziert und beherbergt eine Christusstatue (15. Jahrhundert) sowie eine Madonnenstatue und eine Statue des Heiligen Aignan (16. Jahrhundert).

## Bevölkerung
| Jahr                       | 1962 | 1968 | 1975 | 1982 | 1990 | 1999 | 2006 |
| Einwohner                  | 237  | 242  | 250  | 350  | 456  | 483  | 524  |
| Quellen: Cassini und INSEE |      |      |      |      |      |      |      |

Mit 530 Einwohnern (2007) gehört Villers-le-Sec zu den kleineren Gemeinden des Département Haute-Saône. Nachdem die Einwohnerzahl in der ersten Hälfte des 20. Jahrhunderts deutlich abgenommen hatte (1881 wurden noch 412 Personen gezählt), wurde seit Mitte der 1970er Jahre wieder ein kontinuierliches Bevölkerungswachstum verzeichnet. Seither hat sich die Einwohnerzahl verdoppelt.

## Wirtschaft und Infrastruktur
Villers-le-Sec war bis weit ins 20. Jahrhundert hinein ein vorwiegend durch die Landwirtschaft (Ackerbau, Obstbau und Viehzucht) und die Forstwirtschaft geprägtes Dorf. Heute gibt es einige Betriebe des lokalen Kleingewerbes, insbesondere ein Unternehmen des Transportgewerbes und eine feinmechanische Werkstatt. In den letzten Jahrzehnten hat sich das Dorf zu einer Wohngemeinde gewandelt. Viele Erwerbstätige sind deshalb Wegpendler, die in der Agglomeration Vesoul ihrer Arbeit nachgehen.
Die Ortschaft ist verkehrstechnisch gut erschlossen. Sie liegt nahe der Hauptstraße D9, die von Vesoul nach Villersexel führt. Weitere Straßenverbindungen bestehen mit Colombe-lès-Vesoul und Dampierre-sur-Linotte.